# Paulino Alcántara
Paulino Alcántara Riestrá (7. oktober 1896 – 13. februar 1964) var en spansk–filippinsk fodboldspiller og -træner. Han spillede det meste af sin karriere i FC Barcelona, og han var den første filippiner og asiat i det hele taget, der spillede i en europæisk klub.
Alcántara debuterede for Barcelona i en alder af 15 år og blev den yngste spiller til at spille og score for klubben. Han scorede 357 mål i 357 kampe, og dette gjorde ham til den mest scorende spiller for klubben (når både officielle kampe og venskabskampe tælles med.) Indtil d. 16 marts 2014 hvor Lionel Messi slog den rekord i en alder af 26.